# PSCORE
PSCORE(People for Successful Corean Reunification)は韓国ソウルとアメリカ合衆国ワシントンD.C.を本拠地とするNGOである。 PSCOREは、南北朝鮮統一への潜在的な障壁を取り上げ、韓国と中国にいる脱北者の状況改善のため、韓国・北朝鮮・国際社会の橋渡しをするために活動している。組織は北朝鮮人と韓国人のスタッフ、韓国内外のインターンやボランティア、脱北者で構成されている。PSCOREは北朝鮮に関する報道を提供し、脱北者が韓国市民となるための支援を行っているが、脱北者のための教育プログラムを提供している点が特徴である。

## 歴史
PSCOREは2006年10月、北朝鮮の人権改善と朝鮮半島の統一に関心を持つ、若い脱北者・韓国の大学生・在韓外国人によって設立された。組織の頭文字である「PSCORE」の「C」は、現在使われる「Korea」の「K」ではなく、朝鮮半島がひとつの国であった20世紀以前の綴りである「Corea」の「C」を表している。

## 目的
教育プログラム、啓発キャンペーン、パネルディスカッションなどを通じて、南北朝鮮の融和と理解を促進している。 南北統一を阻む可能性のある問題に対処するため、統一・人権・北朝鮮の民主化に関する問題を議論する場を設けることで、そうした壁を取り除く解決策を提案している。 また、脱北者に対する既存の同化支援における不足を埋めようとするものでもある。
この団体は、朝鮮半島の統一・北朝鮮の人権・脱北者の自立に共通の関心と情熱を持つ人々で構成されている。

## PSCOREの働き

### 人権に関するデータの収集と分析
北朝鮮における人権侵害の細かい証拠は、韓国在住の脱北者へのインタビューを通じて収集されている。これらのデータは、北朝鮮の人権危機を文字や映像で表現し、一般の人々がアクセスできるようにするために使用されている。
以下がPSCOREの出版物のリストである：
| タイトル | 出版年 | 内容 |
| --- | ------ | --- |
| Digital rights in North Korea. The new frontier of human rights「(和訳)北朝鮮におけるデジタル権〜人権の新たなフロンティア〜」                 | 2021   | 北朝鮮政府によるデジタル権侵害に焦点を当てた報告書。新しいテクノロジーの発達に伴い、北朝鮮政府は生活のあらゆる側面に対する統制を強化している。現在、北朝鮮の人々はインターネットや個々のデジタル機器を使用する際、常に政府の徹底的な管理下に置かれているが、現在のネット世界では、インターネットは人々の日常生活の一部となっているため、ほとんどの人々にとっては想像を絶することである。 |
| Guide to Communication for Social Integration Between North and South Koreans「(和訳)南北朝鮮人の社会的融合のためのコミュニケーションガイド」 | 2019   | 韓国で増えつつある脱北者と韓国人がコミュニケーションをとる方法に焦点を当てた報告書。北朝鮮人に会う可能性が高い以上、彼らと問題なくコミュニケーションできる能力を身につけることが極めて重要になる。 |
| Inescapable violence. Child abuse within the North Korea「(和訳)避けられない暴力 〜北朝鮮における児童虐待〜」                                 | 2019   | 北朝鮮の子どもたちに広く蔓延している虐待（身体的、性的、心理的）とネグレクト（育児放棄）に深く焦点を当て、それが子どもたちの将来にどのような影響を及ぼしているのかを明らかにする報告書。 |
| Social Integration between North and South Koreans「(和訳)南北朝鮮人の社会統合」                                                              | 2019   | 北朝鮮と韓国がお互いをどのように見ているのか、そして理解し合うための努力と苦労に光を当てた報告書。この報告書が、南北朝鮮人が共に暮らす世界をより幸せなものにするための小さな一歩となることが期待されている。 |
| Cases of sexual violence against North Korean Woman and ways to improve「(和訳)北朝鮮女性に対する性的暴力の事例と改善策」                     | 2019   | 北朝鮮女性と北朝鮮学者による証言集。性暴力の問題点と、それが社会問題としていかに重要性を増しているかを明らかにすることを意図した報告書。 |
| Forgotten abductees: 50 years in North Korea「(和訳)忘れられた拉致被害者たち〜北朝鮮での50年〜」                                              | 2019   | 北朝鮮による韓国人および外国人の拉致について、1969年のハイジャック機KAL YS-11のケースを中心に明らかにすることを意図した報告書。 |
| Violation of children's rights in North Korea「(和訳)北朝鮮における子どもの人権侵害」                                                         | 2018   | 北朝鮮の教育制度、児童労働、児童虐待についての報告書。 |
| Forced to hate「(和訳)嫌わざるを得ない」 | 2018   | 北朝鮮の教育制度、それがいかに人権を侵害しているか、どのように変革に取り組むべきかについて言及した報告書。 |
| Unending oil: child labor within North Korea「(和訳)終わらない搾取：北朝鮮における児童労働」                                                  | 2017   | 子どもたちが教育制度の内外で直面しなければならない、さまざまな種類の過酷な労働に焦点を当てた報告書。 |
| The faceless ones「(和訳)顔のない者たち」 | 2016   | 学校、収容所、集団農場、兵役など、北朝鮮の日常生活を幅広く網羅した証言集。 |
| PSCORE 1Oth anniversary white paper「(和訳)PSCORE 10周年白書」                                                                                | 2016   | 2006年、キム・ヨンイル氏により設立されて以来、PSCOREが歩んできた10年間の軌跡を振り返る。 |
| Transnational abuse & exploitation「(和訳)国境を越えた虐待と搾取」                                                                            | 2016   | 北朝鮮を離れて海外で働く労働者の人権侵害についての報告書。 |
| Human rights violations in North Korea「(和訳)北朝鮮における人権侵害」                                                                        | 2013   | 過去10年間に北朝鮮当局が北朝鮮内で行った人権侵害を網羅した報告書。 |
| Only the freedom to breathe「(和訳)呼吸する自由だけ」                                                                                         | 2013   | 核実験、世襲独裁、共産主義で広く知られる北朝鮮で起きている人権侵害について論じた報告書。脱北者が韓国に脱出するまでに見聞きした人権侵害について、直接インタビューして得た証言を掲載している。各事件はグーグルマップのページに記録され、時間、場所、侵害の種類、侵害機関、事件の説明、加害者と被害者の情報が表示されている。                                                               |
| North Korea「(和訳)北朝鮮」 | 2013   | 教育、食糧、労働、経済、メディア、文化、人民政治、犯罪と刑罰などに関する北朝鮮の習慣と人権侵害についての報告書。 |

### 国連経済社会理事会（ECOSOC）協議資格
2012年、PSCOREは国連経済社会理事会(ECOSOC)の協議資格を得た。協議資格を得ることで、NGOは国連人権理事会(UNHRC)に意見書を提出したり、会議で発言したり、国連人権理事会の会合に出席したり、国連人権理事会の会期中に国連内で並行してイベントを開催したりすることができる。
PSCOREは国連人権理事会(UNHRC)が主催する普遍的定期的審査（UPR）に参加し、特別報告者および北朝鮮人権調査委員会に協力している。さらに、総会第3委員会、社会人道文化委員会にも参加している。

### 国際会議とセミナー
ソウルでは毎年4月の「北朝鮮自由週間」に、「北朝鮮人権に関する国際青年会議」と「人権会議」が開かれている。PSCOREが主催する会議とセミナーは、朝鮮半島の統一  と北朝鮮の人権に関するトピックについて、人々の意識を高め、教育することを目的としている。

### 教育プログラム
PSCOREはソウルで、英語を教えられてこなかったり奨励されてこなかった脱北者に教育支援をしている。韓国での英語必修化が進む教育水準に対応するため、英語個人指導や英語クラスを通じ、脱北者が英語を学ぶための手段とサポートを提供している。ボランティアは作文、科学、数学の個人指導も行っている。脱北者の中には、大学に入学したとき、勉強に必要な英語の量に驚く者もいる。 PSCOREの学生の70％は、韓国での日常生活や職場で英語を使う機会が増えているため、主に英語教育の助けを求めている。
PSCOREはまた、韓国人、脱北者、外国人が共に集い、文化交流をするための小旅行を企画している。

### 中国にいる脱北者支援
PSCOREは中国にいる脱北女性たちに、食料、医療品、防寒着などの基本的な必需品を提供している。北朝鮮から逃れてきた孤児たちは、送り返される恐怖に常に怯えて暮らしている。法的権利を持たない彼らは市民権を得ることができず、医療や教育を受けることもできない。PSCOREは、そのような子どもたちが学校に通える法的資格を取得できるよう支援し、住居、衣類、経済的支援といった基本的な必需品を提供している。また、中国政府から逃亡者を保護するために、PSCOREが運営する安全な家もある。これらの家は食料、水、電気を備え、PSCOREのスタッフが監視する保護された場所である。

### オンラインキャンペーン
PSCOREはオンラインキャンペーンを通じて、北朝鮮の民主化問題を創造的に取り上げる大学生を対象としたコンテストを開催した。韓国の学生たちは、北朝鮮に対する自分たちの見解を反映したオリジナルのビデオやエッセイを提出した。

### 街頭キャンペーン
2013年、PSCOREは北朝鮮で起きている人権侵害について一般の人々に知ってもらうため、ソウル近郊でキャンペーンを開始した。キャンペーンでは通常、さまざまな問題を概説する20種類の案内板が設置される。PSCOREのボランティアはまた、現状をより深く理解してもらうために、関心を持ってくれた人々と話をしたりもしている。これまでのキャンペーンは、金浦国際空港、東大門歴史文化公園駅、龍山駅、梨泰院駅、弘益大学、ソウル国立教育大学で行われた。

## 過去の活動

### 募金コンサート
2011年から2015年まで、PSCOREは2～3カ月に1度、ソウルの弘大エリアにあるクラブ・フリーバードで「Rock out for a Good Cause」と題した資金集めのロック・コンサートを開催していた。このコンサートには韓国人バンドと外国人バンドが出演し、PSCOREの活動が地元で認知され、PSCOREのさまざまなプログラムの資金を集め、地元の才能あるアーティストが最大160人の観客の前で演奏するステージを提供する上で大きな成功を収めた。

### PSCORE & 模擬国連UNSF 2022
人権擁護団体であるPSCOREは模擬国連戦略的枠組み会議2022（Model UNSF）を主催した。模擬UNSFでは大学、国際機関、機関、企業に在籍する人々を対象とし、持続可能な開発目標に関連して北朝鮮を取り巻く問題について議論された。